# Cafés Valiente
Cafés Valiente junto a Distribución y Vending de Café (Diveca) es una franquicia que posee una red de cafeterías y tostaderos de café en toda España, fue fundada en 1955 y comenzó a adquirir popularidad en la década de los 60. En el 2001 el grupo comercial obtuvo unos beneficios netos de 1,2 millones de euros. La marca está integrada dentro del grupo Cafento.
En el 2008 la empresa posee cerca de 75 cafeterías franquiciadas en España y un número desconocido de tostaderos de café que distribuyen café a un gran número de establecimientos en España y en el extranjero.

## Servicios
En condición de cafetería sus establecimientos ofrecen diversos productos a consumir en el momento, así como la venta de café molido para uso doméstico.